# Калимантанско манго
Калимантанското манго (Mangifera casturi, местните наименования: kasturi, kastuba или pelipisan) е вид тропически двусемеделни растения от семейство Смрадликови, произлизащи от Индонезия.